# Raffles Hotel
1°17′40.8″N 103°51′16.6″Ø / 1.294667°N 103.854611°Ø
Raffles Hotel (kinesisk: 莱佛士酒店) er et luksuriøst hotel i Singapore bygget i 1887 i typisk kolonistil som har fået sit navn efter Singapores grundlægger Sir Stamford Raffles. Hotellet er kendt for sin luksus og eksklusive restauranter, men er også kendt for at være ophavssted for drinken Singapore Sling.
Hotellet indeholder en tropisk have, museum og et teater i victoriansk stil.

## Historie
Hotellet blev grundlagt af fire armenske brødre kaldet Sarkies Brothers (Martin, Tigran, Aviet, og Arshak Sarkies). De åbnede en 10-rums stor bungalow på Beach Road og Bras Basah Road ejet af en arabisk handelsmand ved navn Syed Mohamed Alsagoff den 1. december 1887. Han hotellet indtil at det var den mest moderne bygning i Singapore på den tid. Hotellets beliggenhed var oprindeligt ved havet, men moderniserede udvidelser af landområderne gjorde at hotellet i dag ligger ca. 500 meter fra havet . Ingen asiater havde adgang til at bo som gæster på hotellet før i 1930'erne .
Bygningen blev tegnet af arkitekten Regent Alfred John Bidwell af Swan og Maclaren. Den nuværende hovedbygning blev færdigbygget i 1899 .
Hotellet fortsatte med at vokse og fik en ekstra fløj, en veranda, boldrum, en bar og et billardrum. Depressionen skabte problemer for hotellet og i 1931 blev det sat under administration. Men i 1933, blev hotellet overtaget af den nystartede virksomhed Raffles Hotel Ltd.
Da den japanske invasion af Singapore startede 15. februar 1942 sagde man, at soldaterne mødte gæsterne på hotellet til en sidste vals . Under anden verdenskrig blev Raffles omdøbt til Syonan Ryokan (昭南旅館 shōnan ryokan).
Hotellet overlevede anden verdenskrig, trods de store ødelæggelser Singapore oplevede og hotellet blev brugt som Asylcenter for krigsfanger. I 1987 erklærede myndighederne at hotellet skulle få status af nationalmonument. I 1989 gennemgik hotellet en renovation som kostede i alt 160 millioner S$ .
Hotellet åbnede igen den 16. september 1991 efter at været blevet restaureret til sit originale design fra 1915.
16. september 2007 fejrede hotellet 120 års fødselsdag med minister mentor Lee Kuan Yew tilstede. Han fejrede 84 år den samme dag .
8. april 2010 meddelte The Straits Times, at den statslige fond i Qatar havde købt hotellet for 275 millioner $ (S$384 millioner). I tillæg til at tage over Raffles hotel, ville de investere 467 millioner $ i Fairmont Raffles i bytte for 40% af luksushotelkæden .
Hotellet indeholder også Raffles Hotel Museum som viser hotellets mægtige historie. Museet blev sat i stand efter et besøg af en PR-konsulent. Folk fra hele verden sendte forslag ind med deres historier og billeder fra deres ophold på hotellet, i tillæg til gamle menuer, postkort og andre minder fra hotellet. De ting er nu udstillet sammen med billeder af kendte personer, som har boet på hotellet.

## Kendte gæster og besøgende
- Anthony Burgess
- Ava Gardner
- Beyoncé Knowles
- Black Eyed Peas
- Charlie Chaplin
- Elizabeth Taylor
- Fascinating Aïda
- George H.W. Bush
- Emily Armstrong
- Gwen Stefani
- Hugh Jackman
- James A. Michener
- Okko Kamu
- Jean Harlow
- John Trotter
- Joseph Conrad
- Karen Mok
- Eliott Spitzer , (datteren til Eliott Spitzer )
- Michael Jackson
- No Doubt
- Noel Coward
- Patrick Macnee
- Elizabeth 2. af Storbritannien
- Sofia af Spanien
- Robert A. Heinlein
- Rudy Giuliani
- Rudyard Kipling
- W. Somerset Maugham
- Isoroku Yamamoto
- Westy Nielsen esq

## Barer og restauranter
- Ah Teng's Bakery
- Bar and Billard Room & Martini Bar
- Doc Cheng's & Doc Cheng's Bar
- Empire Cafe
- Long Bar (der hvor Singapore Sling blev skabt)
- Long Bar Steakhouse
- Raffles Courtyard & Gazebo Bar
- Raffles Creamery
- Raffles Culinary Academy
- Raffles Grill
- Royal China at Raffles (del af den kendte Royal China i London)
- Seah Street Deli
- THOS SB Raffles Shop
- Tiffin Room
- Writer's Bar
- Anders Helledi & Klaus Poulsen